# Hydrolaetare
Hydrolaetare is een geslacht van kikkers uit de familie fluitkikkers (Leptodactylidae). De groep werd voor het eerst wetenschappelijk beschreven door José María Alfonso Félix Gallardo in 1963.
Er zijn drie soorten inclusief de pas in 2007 beschreven Hydrolaetare caparu. Alle soorten komen voor in Zuid-Amerika. Ze hebben een onsamenhangend verspreidingsgebied in Bolivia, Brazilië, Colombia, Frans-Guyana en Peru.

## Taxonomie
Geslacht Hydrolaetare
- Soort Hydrolaetare caparu
- Soort Hydrolaetare dantasi
- Soort Hydrolaetare schmidti

Onderfamilie Leiuperinae

Edalorhina · Engystomops · Physalaemus · Pleurodema ·  Pseudopaludicola

Onderfamilie Leptodactylinae

Adenomera · Hydrolaetare · Leptodactylus · Lithodytes

Onderfamilie Paratelmatobiinae

Crossodactylodes · Paratelmatobius · Rupirana · Scythrophrys